# Saint-Pierre-sur-Orthe

Saint-Pierre-sur-Orthe este o comună în departamentul Mayenne, Franța. În 2009 avea o populație de 485 de locuitori.